# Neustadt an der Waldnaab

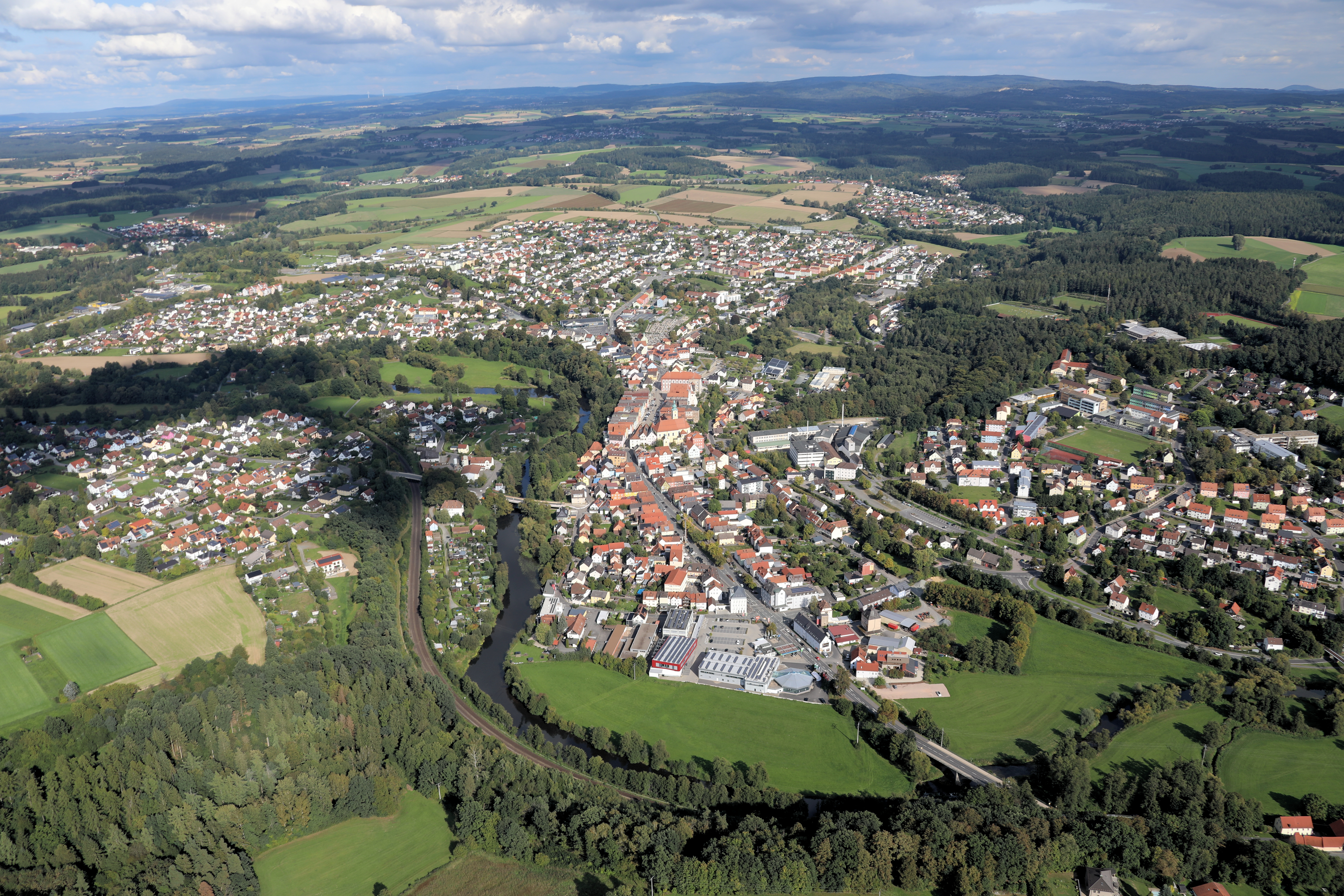
Neustadt an der Waldnaab (2023)

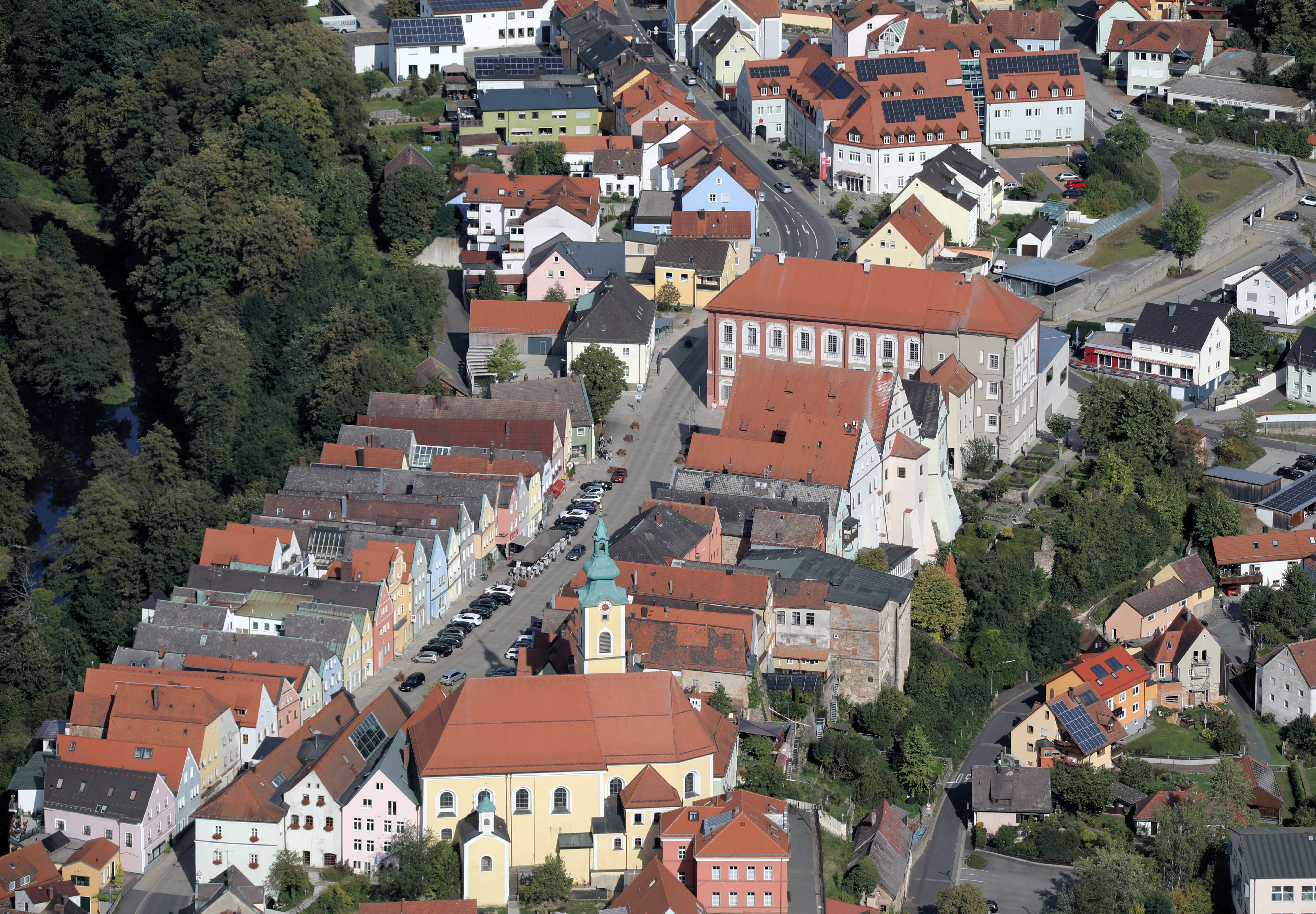
Historischer Stadtkern mit Pfarrkirche St. Georg (2023)

Neustadt an der Waldnaab (amtlich Neustadt a.d.Waldnaab, Bairisch: Naistadl) ist die Kreisstadt des gleichnamigen Landkreises im Regierungsbezirk Oberpfalz.

## Geographie
Die Stadt liegt im Oberpfälzer Wald im Herzen des Naturparks Nördlicher Oberpfälzer Wald an der Mündung der Floß in die Waldnaab.

## Gemeindegliederung
Es gibt vier Gemeindeteile (in Klammern ist der Siedlungstyp angegeben):
- Neustadt an der Waldnaab (Hauptort)
- Mühlberg (Dorf)
- Bergmühle (Weiler)
- Radschinmühle (Einöde)

Auf 9,93 km² wird das Gebiet der flächenmäßig kleinsten Kreisstadt Bayerns von der Waldnaab und der Floß zerschnitten. Die historische Altstadt liegt auf einem Gneisrücken zwischen den beiden Flussläufen; die neueren Wohngebiete haben sich halbkreisförmig ausgebreitet. Mühlberg und Radschinmühle sind neben der Kernstadt die einzigen nur jeweils 500 m entfernten selbständigen Gemeindeteile. Bergmühle ist längst mit der Stadt zusammengewachsen.
Nachbargemeinden sind im Süden die kreisfreie Stadt Weiden in der Oberpfalz Nachbar, im Südwesten die Gemeinde Altenstadt an der Waldnaab, die Gemeinden Kirchendemenreuth im Westen, Theisseil im Südosten und Störnstein im Nordosten sind weitere Nachbarn. Neustadt, Altenstadt und die kreisfreie Stadt Weiden bilden ein zusammenhängendes besiedeltes Gebiet.

## Geschichte
Aus dem Frühjahr 2012 liegen Funde (Lyditkernsteine und Silexartefakte) vor, die die Anwesenheit von Menschen im südwestlichen Stadtgebiet bereits im Endpaläolithikum (12.000–10.000 v. Chr.) und im Mesolithikum (10.000–ca. 5000 v. Chr.) belegen.
Neustadt wurde 1218 anlässlich der Verpfändung der „nova civitas“ an Heinrich von Ortenburg erstmals urkundlich erwähnt. 1329 kam es bei der Landesteilung an die wittelsbachischen Pfalzgrafen bei Rhein, die es 1353 dem böhmischen König und Römischen Kaiser Karl IV. verkauften (des Kaisers Land in Bayern). Lehensrechtlich verblieb das Gebiet fortan bei der Krone Böhmen. Die Herrschaft wurde von den wechselnden Lehnsnehmern und Pflegern auf Burg Störnstein ausgeübt, darunter von 1382 bis 1514 den Herren Pflug zum Rabenstein. Kaiser Maximilian I. stellte das Gebiet unter den Schutz des Heiligen Römischen Reiches.
1575 wurde Neustadt an die Lobkowitzer verkauft. Diese erhielten damit ein außerböhmisches Territorium (dort unterstanden sie der Krone Böhmen) im Reich, welches, zwar als Exklave und Erblehen der Lobkowitzer, weiterhin zum Bayerischen Reichskreis gehörte und später die Reichsunmittelbarkeit des Hauses Lobkowitz ermöglichte.
1641 wurde aus den Herrschaften Neustadt und Störnstein die reichsunmittelbare Gefürstete Grafschaft Störnstein mit Sitz und Stimme im Regensburger Reichstag.
Der Rheinbund führte zur Auflösung der kleineren Territorien in Deutschland und damit auch zum Ende des Fürstentums. 1807 wurden die verbliebenen Herrschaftsrechte von Fürst Lobkowitz an das Königreich Bayern verkauft.
Als erster Glasbetrieb ließ sich 1891 die Spiegelglashütte der Nachkommen des Glasmeisters Franz Schrenk in Neustadt nieder – Nachfolgehütte der 1890 im Bayerischen Wald geschlossenen Osserhütte. Der Unternehmer und Geheime Kommerzienrat Zacharias Frank verlegte 1898 durch den Bahnanschluss einen Teil seiner Glashütte vom Bayerischen Wald nach Neustadt. Damit bekam Neustadt seine zweite Glashütte und mit der dritten Hütte, der Firma Tritschler, Winterhalder & Co., kam 1905 die Umsiedlungswelle aus dem Bayerischen Wald zum Abschluss.
Kurz vor dem Ende des Zweiten Weltkriegs wurde Neustadt am 21. April 1945 von der US-Armee eingenommen.
1945 und 1946 kam es zu einem erheblichen Zustrom von Heimatvertriebenen aus dem benachbarten Sudetenland sowie aus Schlesien. Die Bedeutung Neustadts als Kreisstadt wurde durch die Gebietsreform in Bayern mit der im Juli 1972 erfolgten neuen Gebietsabgrenzung des Landkreises stark aufgewertet. Der Altkreis Neustadt an der Waldnaab bestand zuvor aus 63 Gemeinden. Hinzu kamen vor allem Orte aus den Landkreisen Eschenbach in der Oberpfalz und Vohenstrauß.
Die wirtschaftliche Lage des gesamten Landkreises Neustadt im Vergleich zu Gesamt-Westdeutschland – nahe an der Grenze zur Tschechoslowakei im Osten, dem amerikanischen Truppenübungsplatz im Westen und ohne namhaften Fremdenverkehr – entwickelte sich bis in die 1980er Jahre insgesamt negativ. Seit dem Wegfall des „Eisernen Vorhanges“ und der damit entfallenen harten Ostgrenze zur Tschechischen Republik ab 1992 und insbesondere nach der EU-Osterweiterung 2004 ist wirtschaftlich ein deutlicher Aufschwung zu verzeichnen.

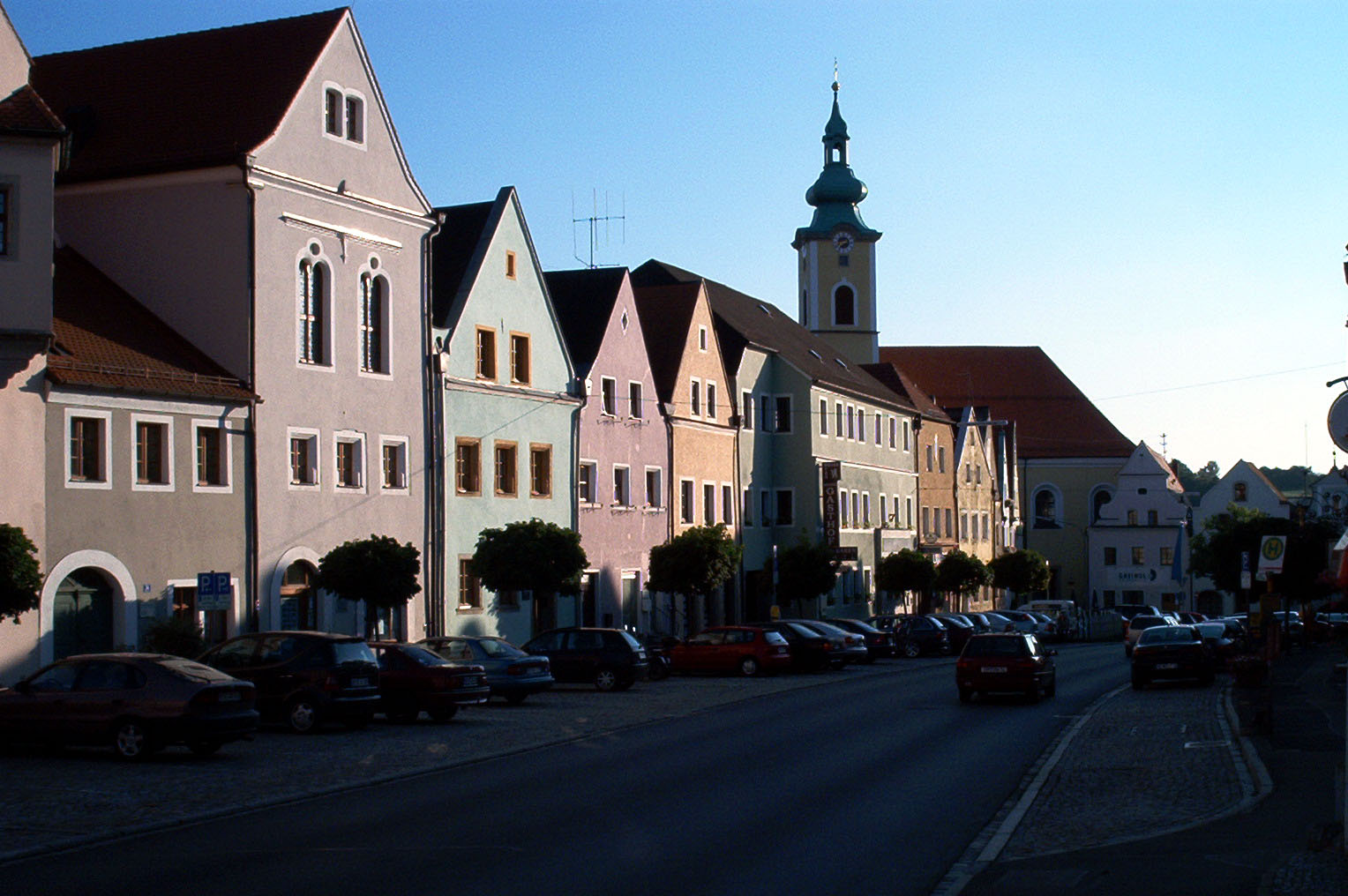
Stadtplatz
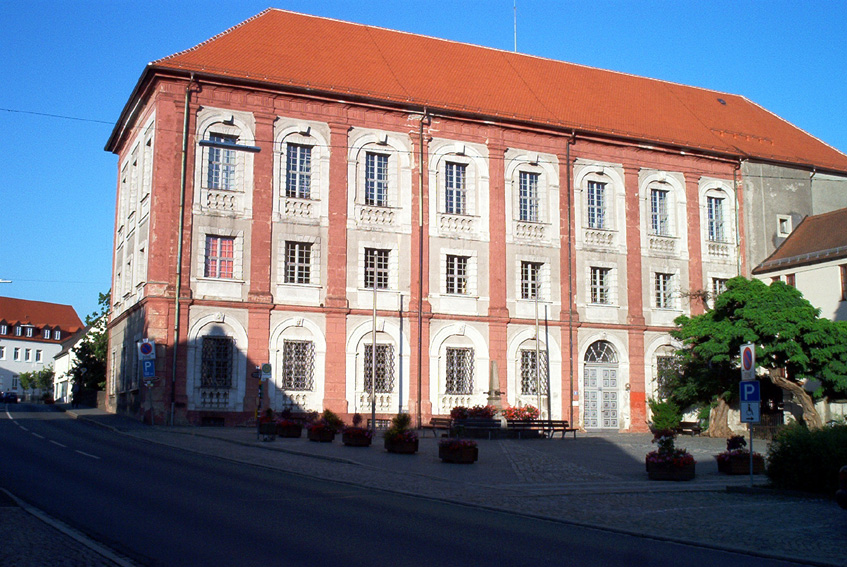
Neues Schloss
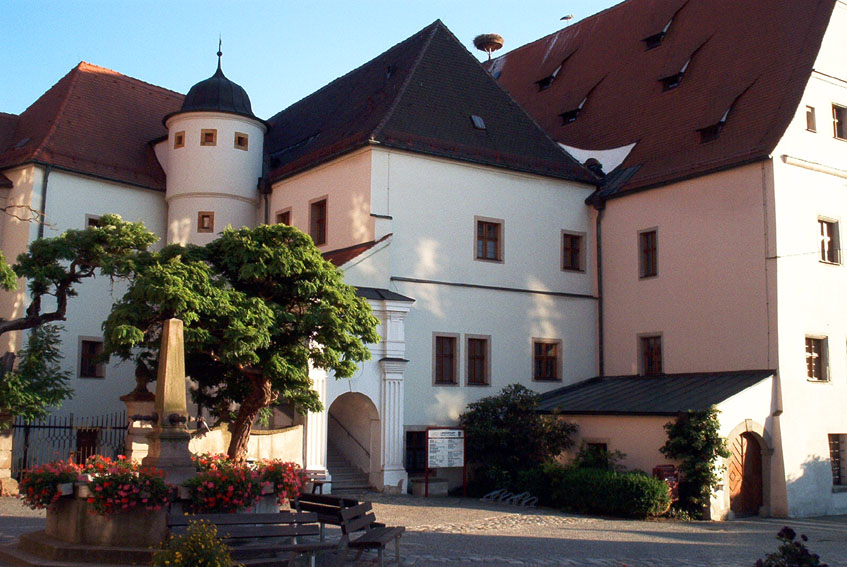
Altes Schloss
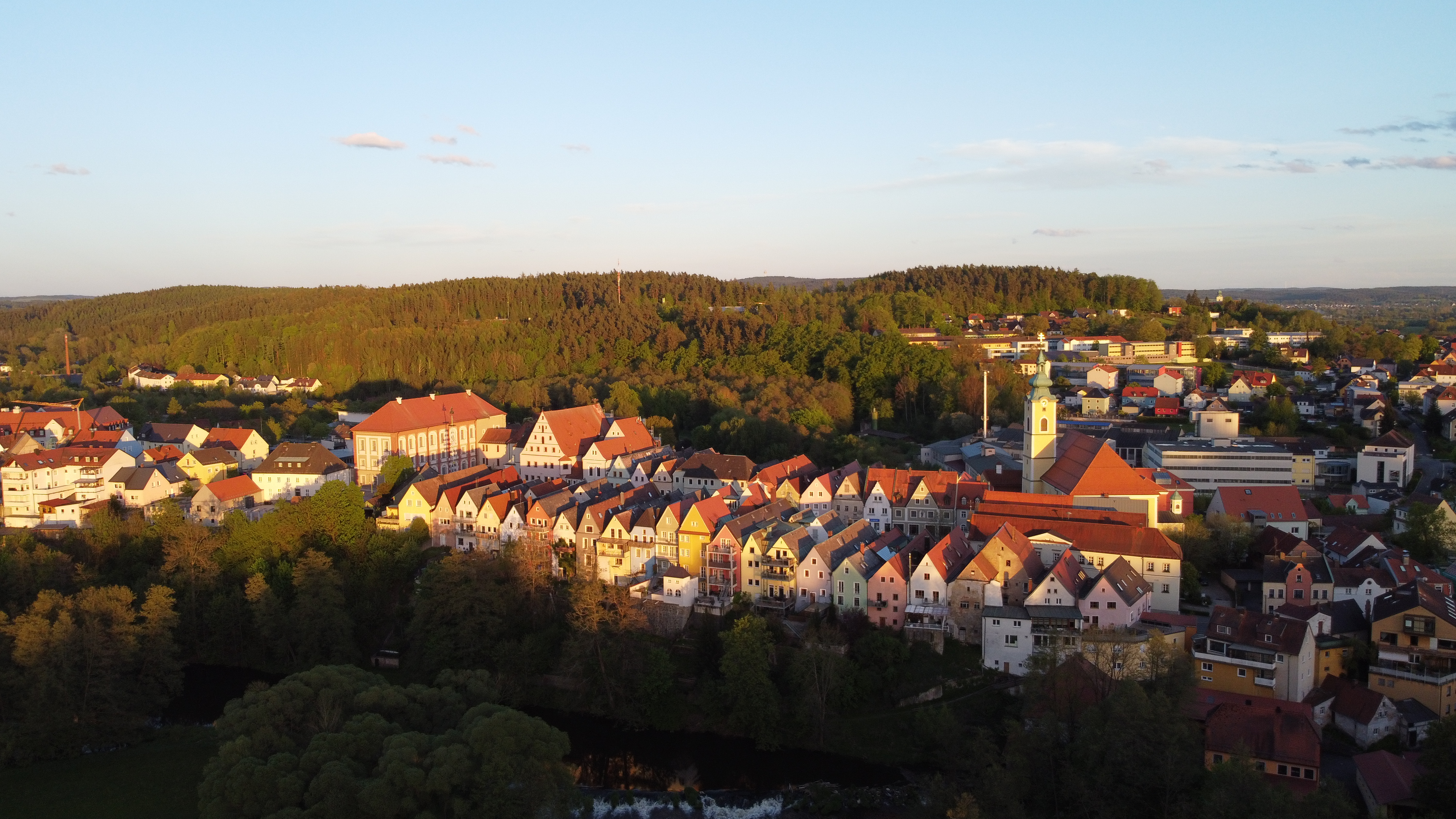
Stadtpanorama

### Namensführung
Im Laufe der Jahrhunderte gab es unzählige Namensformen; einige seien hier erwähnt:
- 1232 Nova civitas
- 1339 Neustat vor dem Wald
- 1353 Neuenstatt
- 1463 Neustädtlein
- 1514 Niuwenstat an der Waldnab
- 1557 Neuenstätlein
- 1575 Neustedl
- 1603 Neustädlein an der Waldnab[7]
- 1792 Neustadt a. d. Waldnaab

### Eingemeindungen
- Der Gemeindeteil Mühlberg wurde auf Antrag seiner Einwohner mit Entscheidung der Regierung der Oberpfalz vom 30. Januar 1972 aus der Gemeinde Altenstadt an der Waldnaab zum 1. April 1972 in die Stadt Neustadt eingegliedert.
- Im Rahmen der Gemeindegebietsreform in Bayern (von 1972 bis 1978) gab es keine Änderungen im Gemeindegebiet.

### Einwohnerentwicklung
Zwischen 1988 und 2018 wuchs die Stadt von 5511 auf 5727 um 216 Einwohner bzw. um 3,9 %.
| Einwohnerentwicklung Neustadts seit 1840 | Einwohnerentwicklung Neustadts seit 1840 | Einwohnerentwicklung Neustadts seit 1840 |
| ---------------------------------------- | ---------------------------------------- | ---------------------------------------- |
|                                          | 1. Dezember 1840                         | 1392                                     |
| 1. Dezember 1871                         | 1496                                     |                                          |
| 1. Dezember 1900                         | 1801                                     |                                          |
| 16. Juni 1925                            | 3016                                     |                                          |
| 17. Mai 1939                             | 3614                                     |                                          |
| 6. Juni 1961                             | 5481                                     |                                          |
| 27. Mai 1970                             | 5953                                     |                                          |
| 25. Mai 1987                             | 5537                                     |                                          |
| 30. Juni 1992                            | 5669                                     |                                          |
| 30. Juni 1997                            | 6207                                     |                                          |
| 30. Juni 2002                            | 6191                                     |                                          |
| 30. Juni 2007                            | 5987                                     |                                          |
| 31. Dezember 2012                        | 5868                                     |                                          |
| 31. Dezember 2016                        | 5795                                     |                                          |

## Religionen
Nach der Volkszählung waren 1987 87,2 % der Bevölkerung römisch-katholisch, 10,3 % evangelisch-lutherisch und 2,5 % mit anderer oder ohne Konfession.
Nach dem Zensus von 2011 waren 74,7 % römisch-katholisch und 13,9 % evangelisch-lutherisch.
Vom 14. Jahrhundert bis 1684 gab es eine Jüdische Gemeinde in Neustadt.

## Politik

### Stadtrat
Der Stadtrat besteht aus dem Ersten Bürgermeister und 20 Stadtratsmitgliedern, wovon seit der Kommunalwahl am 15. März 2020 die CSU acht (− 1), die SPD sieben und die Freien Wähler (FW) fünf (+ 1) Mitglieder stellen. (In Klammern: Veränderung zur Wahl 2014)

### Bürgermeister
Erster (hauptamtlicher) Bürgermeister ist Sebastian Giering (SPD). Dessen Vorgänger waren Rupert Troppmann (CSU), Gerd Werner (SPD), Anton Binner (CSU) und Hans Trottmann (SPD).

### Wappen
| Wappen von Neustadt an der Waldnaab | Blasonierung: „In Rot auf silbernem Ross der golden gerüstete und golden nimbierte heilige Martin, der mit silbernem Schwert den blauen Mantel mit dem auf grünem Boden knienden nackten Bettler teilt.“ |
| Wappen von Neustadt an der Waldnaab | Wappenführung seit 1812, 1819, erneuert 1927. Das Wappen ist aus dem Siegelbild abgeleitet; die Siegelführung ist seit dem 14. Jahrhundert belegt.                                                       |

### Partnerschaften
- Neustadt an der Waldnaab ist Gründungsmitglied der internationalen Städtefreundschaft Neustadt in Europa mit weiteren 35 Städten und Gemeinden namens Neustadt in Deutschland, Österreich, Polen, der Tschechischen Republik, Ungarn, der Slowakei und den Niederlanden (Stand: August 2018). Jährlich einmal kommen seit 1979 jeweils weit über tausend Vertreter aus den Mitgliedsstädten zu einem großen Neustadt-Treffen zusammen; so 2016 in Neustadt an der Weinstraße, 2017 in Neustadt bei Coburg, 2018 erstmals im polnischen Nowe Miasto nad Pilicą und 2019 in Bad Neustadt an der Saale.
- Seit dem Jahr 1991 besteht zwischen dem Gymnasium Neustadt an der Waldnaab und dem Töröc-Ignac-Gymnasium in Gödöllő (etwa 30 km von Budapest entfernt) eine Schulpartnerschaft. Im Herbst eines jeden Schuljahres besuchen etwa 25 Neustädter Gymnasiasten der 10. Jahrgangsstufe die Schule in Ungarn und sind bei Gastfamilien untergebracht. Im Frühjahr kommen die ungarischen Schülerinnen und Schüler nach Neustadt, wo sie ebenfalls bei Gastfamilien wohnen. Während des Aufenthalts werden den Schülern sowohl in Ungarn als auch in Bayern zahlreiche schulische und kulturelle Aktivitäten angeboten.

## Kultur und Sehenswürdigkeiten

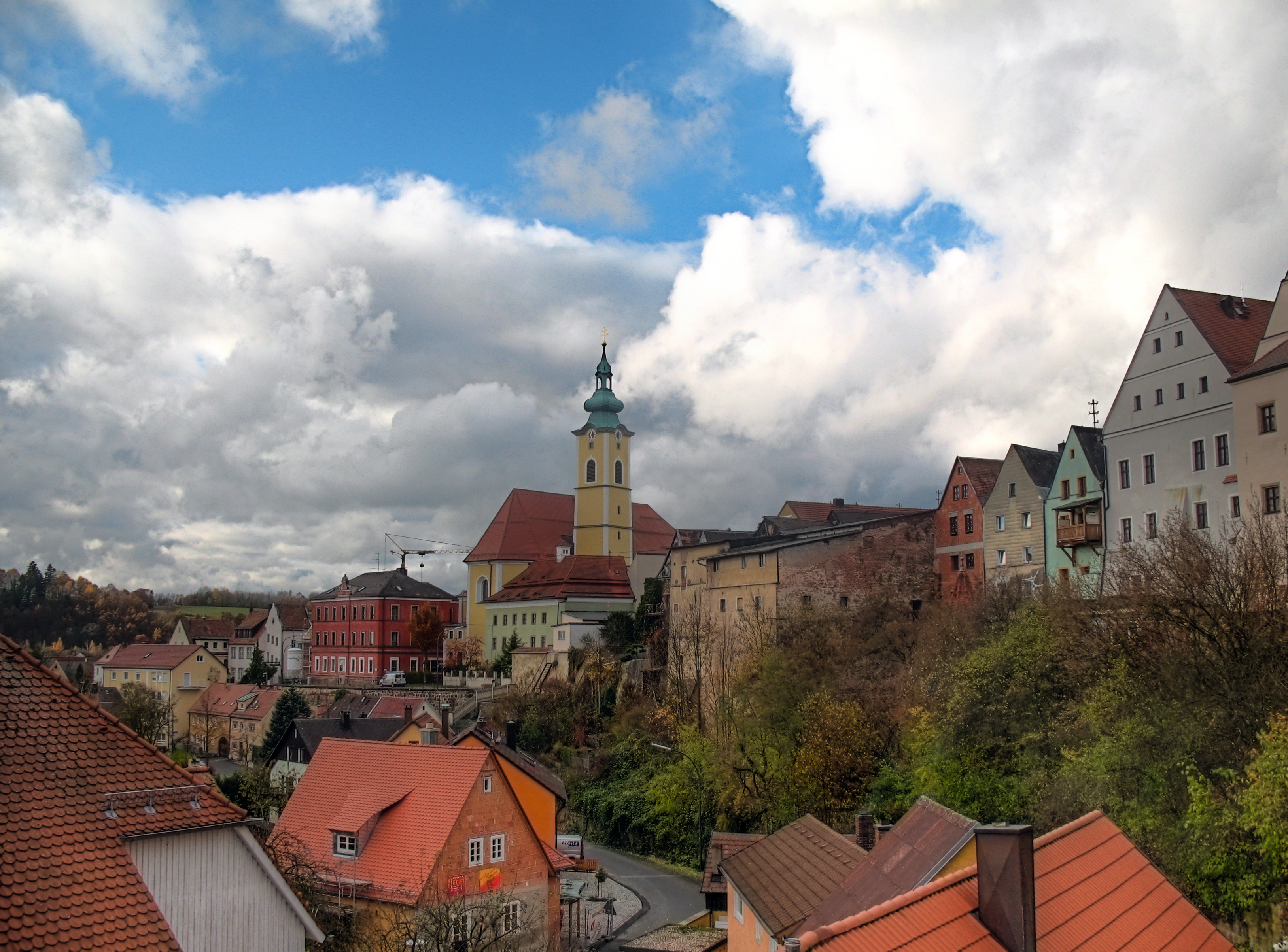
Stadtpfarrkirche St. Georg

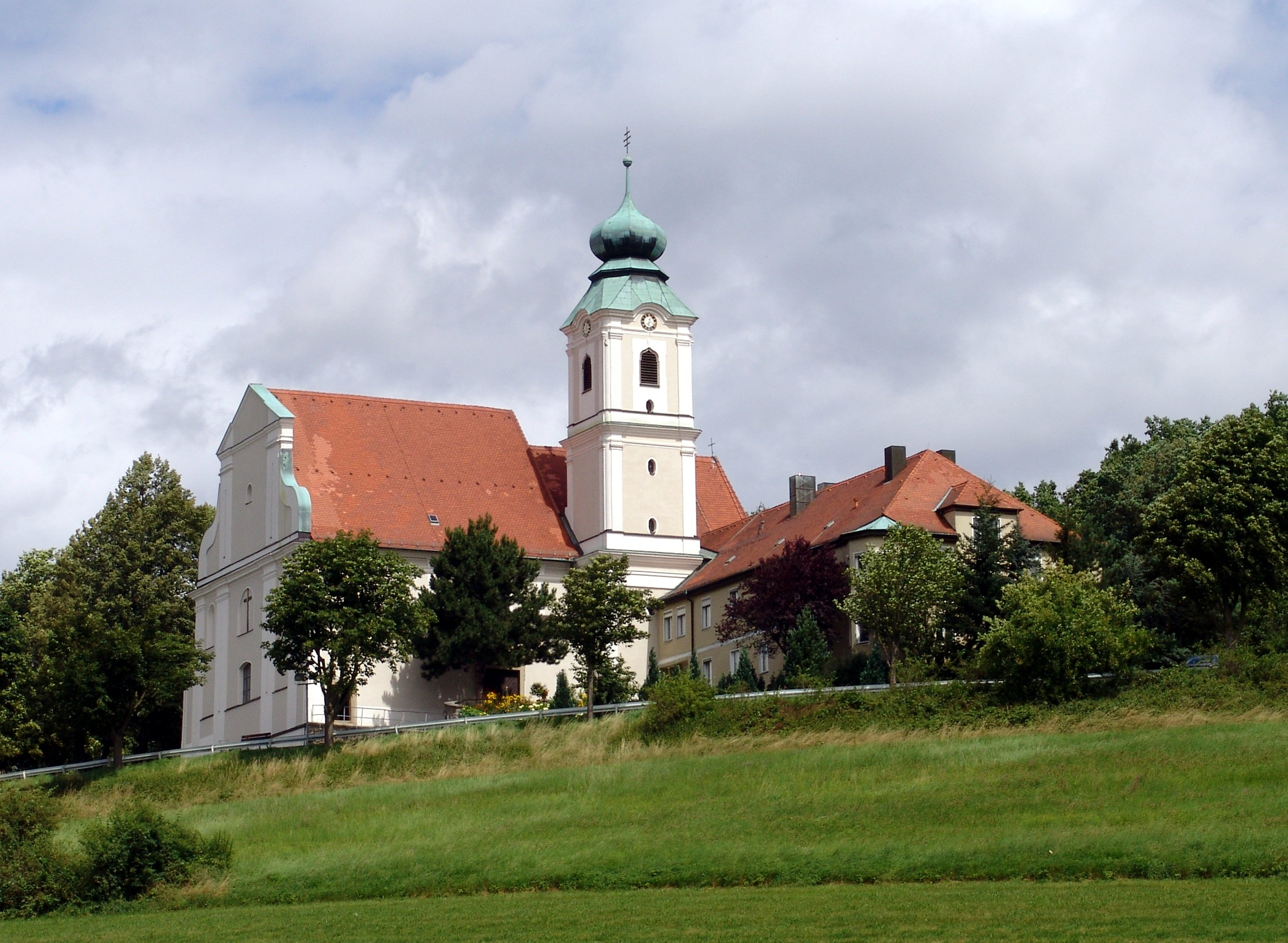
Wallfahrtskirche St. Felix

### Bauwerke und Denkmale
- Altes Schloss der Heidecker (erbaut 1532–1620)
- Neues Schloss der Lobkowitzer (erbaut 1698–1720)
- Barockgarten
- Katholische Stadtpfarrkirche St. Georg (erbaut um 1689)
- Katholische Wallfahrtskirche St. Felix (1735–1746) mit Kloster der Franziskaner-Minoriten (1925)
- Katholische St.-Anna-Kirche (Mutter-Anna-Kirche) in Mühlberg
- Katholische Friedhofskirche Zur heiligen Dreifaltigkeit (1662)
- Evangelisch-lutherische Martin-Luther-Kirche (1975)
- Denkmalschutz-Ensemble Stadtplatz im Charakter des 17. Jahrhunderts. Die Schmalseiten der Häuser mit hohen Giebeln wenden sich zur Straße.
- In einer Grünanlage im Süden der Stadt an der Waldnaab stehen zwei große Gedenksteine mit den Inschriften „Den Opfern der Weltkriege 1914–1918 und 1939–1945“ und „Den Toten in der Heimat“ (Sudetenland).

### Museen
Das Stadtmuseum Waldnaab ist in vier Abteilungen gegliedert: Glas, Handwerk und Gewerbe, Kostbarkeiten aus Bürgerhäusern, Kirchen und Klöstern und Stadtgeschichte. Eine Rauchkuchel, eine Weihnachtskrippe und Wandvitrinen mit verschiedenen Ausstellungsstücken runden das Angebot ab. Gleich neben dem Eingang können die Museumsbesucher sehen, weshalb Neustadt a. d. Waldnaab Die Stadt des Bleikristalls genannt wird. Kunstwerke aus Glas vermitteln einen Eindruck von der Geschicklichkeit und Kunstfertigkeit der Neustädter Glasmacher und -schleifer. Prunkstück der Sammlung ist eine ca. einen Meter große Überfangvase in Goldrubin. Auch das Muster einer Schale, die weltweit nur dreimal existiert (Die Erben von Franz Josef Strauß, König Hussein von Jordanien und die Familie Frank sind die Besitzer) zeugt von meisterlicher Kunst. Daneben werden regelmäßig Sonderausstellungen zu ortsgeschichtlich bedeutenden Themen geboten.

### Musik
Hausmusik und Volksmusik haben Tradition und werden intensiv gepflegt. Typisches Instrument der Glasmacher-Familien in Neustadt ist die Zither.
- Band für moderne christliche Musik Carpe Diem
- Blaskapelle und Show-Band Die Waldnaabtaler
- Ensemble CantArt: Neue geistliche Lieder
- Stadtkapelle der Musikschule Neustadt an der Waldnaab
- Kirchenchor der Kath. Stadtpfarrkirche St. Georg
- Männergesangverein Sängerbund Neustadt an der Waldnaab
- Zitherclub Neustadt an der Waldnaab mit großem Zither-Orchester und Stubn-Musi
- Salonorchester

### Sport
In Neustadt an der Waldnaab bestehen folgende Sportvereine:
- Sportverein DJK Neustadt mit Sportheim und Sportanlage einschließlich fünf Tennisplätzen
- Sportverein ASV Neustadt mit Sportheim und Sportanlage einschließlich drei Tennisplätzen
- Schützenverein Eichenlaub Neustadt mit Schützenheim und Schießständen
- Eisstockfreunde ESF Neustadt mit Sportheim, Sommer- und Winterschießanlagen
- Schachvereinigung SV Neustadt-Altenstadt e. V.

### Freizeit
- Hallenbad
- Freizeitanlage mit Kinderplantschbecken und Grillplätzen
- Jugendtreff Freiheit der Stadt Neustadt in einem Gebäude der Freizeitanlage
- Kinderferienclub des Pfarrgemeinderates
- Radwandern auf dem Waldnaab-Radweg oder auf einer ehemaligen Bahntrasse: Der Bockl-Radweg beginnt in Neustadt und ist mit 52 Kilometern der längste Bahntrassenradweg Bayerns. Zugleich ist er Teilstück des Paneuropa-Radweges Paris-Prag.

### Brauchtum
- Weit über die Grenzen der Stadt hinaus ist die Historische Bürgerwehr (früher „Königlich-Bayerische Bürgerwehr“) bekannt.
- Der Neustädter Trachtenverein pflegt örtliche volkstümliche Traditionen.
- Die Laienspielgruppe Schabernak lässt die alte Tradition des Bauerntheaters wieder aufleben.

### Regelmäßige Veranstaltungen
- Bürgerfest jährlich am dritten Samstag im Juli
- Georgsmarkt am 23. April bzw. vorausgehenden Sonntag
- Kirchweihmarkt am Stadtplatz jährlich am Sonntag vor dem Volkstrauertag im November
- Traditioneller Faschingszug am Faschingssonntag

### Kulinarische Spezialitäten
- Der Dotsch, bei dem Teig platt gedrückt und dann weiterverarbeitet wird, leitet sich wohl von datschen, zusammendatschen ab. Zur Kirchweih (Dotschkirwa) gibt es den Kirwa-Dotsch oder Kirwa-Kuchen, einen runden, flachen Schmierkuchen mit Rosinen. Seit dem 18. Jahrhundert ist zusätzlich der Dotsch oder Reiberdatschi aus rohen Kartoffeln (Kartoffelpuffer) ein wichtiges und beliebtes Gericht.
- Fische, vor allem Karpfen und Forellen aus den zahlreichen Weihern um Neustadt sowie der fischreichen Waldnaab sind fester Bestandteil der regionalen Küche.
- Die Geschichte des Bieres in Neustadt wird vom Zoigl geprägt. Über viele Jahrhunderte brauten die brauberechtigten Bürger der Stadt ihr eigenes Bier im Kommunbrauhaus. So gab es nach einer Aufzeichnung im Stadtarchiv im Jahre 1865 57 brauberechtigte Hausbesitzer. Das Bier wurde in ihrer eigenen Zoigl-Stube ausgeschenkt. Das Wort Zoigl kommt vom Zeigl, dem Anzeiger. Dieses Schild in Form des Brauersterns, dem Zunftzeichen der Mälzer und Brauer entspricht einem Hexagramm oder Davidstern. Es wurde von den Brauberechtigten als Hinweis auf den Haustrunk ausgehängt. Das Kommunbrauhaus besteht nicht mehr; drei Zoigl-Wirtschaften beziehen ihr Bier von auswärts.

## Wirtschaft und Infrastruktur

### Verkehr

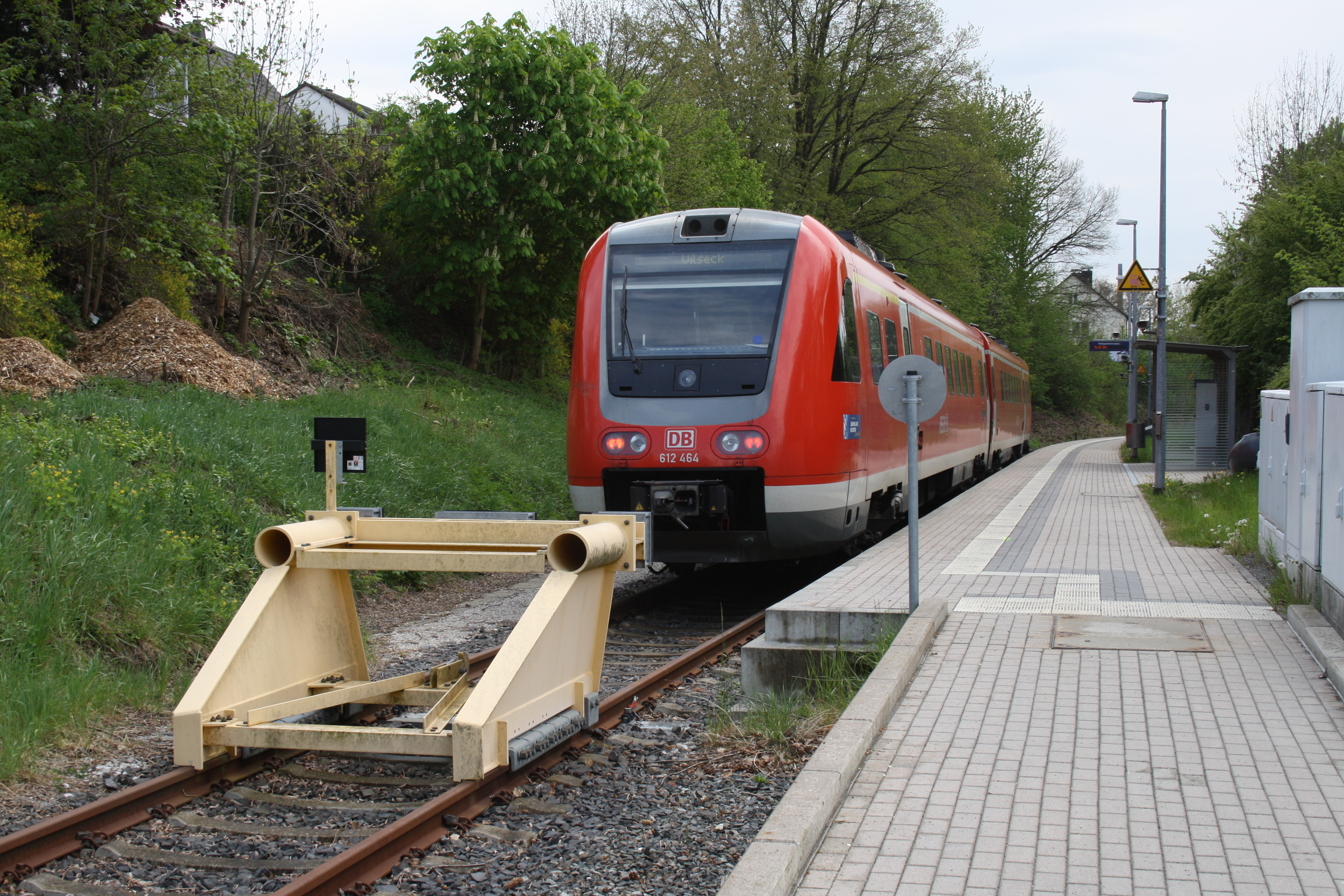
Haltepunkt Neustadt (Waldnaab) an der ehemaligen Lokalbahn nach Eslarn mit Neigetechnik-Triebzug der Baureihe 612

- Fernstraßen

Neustadt liegt an der Bundesautobahn 93 (Hof–Weiden-Regensburg-Dreieck Holledau), an die die Stadt über die Ausfahrt 21b (Altenstadt) und über die Nord- und Ostumgehung mit der Anschlussstelle 21a (Neustadt) doppelt angebunden ist.
- Eisenbahn

Neustadt liegt an den Bahnstrecken Weiden–Oberkotzau (Naabtalbahn) und Neustadt (Waldnaab)–Eslarn. Der Bahnhof Neustadt (Waldnaab) an der Naabtalbahn, der jedoch auf dem Gebiet der Gemeinde Altenstadt an der Waldnaab lag, wurde zum 9. Dezember 2007 für den Personenverkehr geschlossen und durch einen stadtnäheren Haltepunkt an der Bahnstrecke Neustadt (Waldnaab)–Eslarn ersetzt, die dafür auf dem kurzen Abschnitt reaktiviert wurde. Die Haltestelle wird von der Bahnverbindung Nürnberg–Weiden (Oberpfalz)–Neustadt (Waldnaab) (Kursbuchstrecke 870) bedient.
- Fernradwege

Neustadt liegt am Waldnaabtal-/Naabtal-Radweg von Bärnau nach Regensburg. Von ihm zweigt in Neustadt der Bocklradweg ab, mit über 50 Kilometer Länge der längste Bahntrassen-Radweg Bayerns. Auf diesem gelangt man auf der ehemaligen Trasse der Bahnstrecke Neustadt–Eslarn über Pleystein und den Grenzübergang Tillyschanz bei Eslarn bis ins tschechische Pilsen. Der Bocklradweg ist Bestandteil des internationalen Paneuropa-Radwegs von Paris nach Prag.

### Arbeitsplätze
- Die Zahl der sozialversicherungspflichtig Beschäftigten in Neustadt ist von 1367 im Jahr 2011 auf 1840 im Jahr 2016 angestiegen und hat damit beinahe wieder den Stand aus dem Jahr 2000 (1857) erreicht. Dies hat das Pendlersaldo von −684 (mehr Auspendler) im Jahr 2011 auf nun −333 im Jahr 2016 verringert. Diese Zahlen enthalten weder Selbständige noch Beamte. Aufgrund der zahlreichen öffentlichen Einrichtungen in Neustadt (Landratsamt, Schulen, Polizei und Kommunalverwaltungen) bietet die Stadt deutlich mehr Arbeitsplätze.
- Die Zahl der als im Jahresmittel arbeitslos gemeldeten Personen sank von 383 im Jahr 2005 auf 214 im Jahr 2010 und weiter auf 178 im Jahr 2016.

### Öffentliche Einrichtungen
- Landratsamt
- Stadtverwaltung
- Verwaltungsgemeinschaft
- Polizeiinspektion
- Notariat
- Stadthalle
- Stadtbücherei
- Caritas-Senioren- und Pflegeheim
- Städt. Campingplatz

### Bildung
Neustadt ist leistungsfähiges Schulzentrum und zugleich der bedeutendste Bildungsstandort im Landkreis. In den staatlichen und kommunalen Schulen der Kreisstadt werden im Schuljahr 2013/2014 insgesamt 2537 Schüler unterrichtet.
- Kindertagesstätte St. Joseph (städtische Trägerschaft)
- Kindergarten & Kinderkrippe St. Martin (kirchliche Trägerschaft)
- Grund- und Mittelschule (455 Schüler)
- Sonderpädagogisches Förderzentrum St.-Felix-Schule (123)
- Lobkowitz-Realschule (719)
- Gymnasium mit sprachlichem, naturwissenschaftlichem-technologischem und musischem Zweig (614)
- Berufliches Schulzentrum (BSZ) mit den drei Berufsfachschulen für Hauswirtschaft, Kinderpflege und Sozialpflege (493) sowie einer Berufsschule mit den drei Ausbildungsrichtungen Hauswirtschaft, Landwirtschaft und Gastronomie (112)
- „NEW Life“ Akademie für Gesundheit Nordoberpfalz (21 Schüler)
- Musikschule Neustadt e. V.

## Persönlichkeiten

### Ehrenbürger
Folgenden Personen wurde die Ehrenbürgerwürde Neustadts verliehen:
| Verleihung am      | Ehrenbürger               | Funktion                                          |
| ------------------ | ------------------------- | ------------------------------------------------- |
| 12. Juli 1853      | Freiherr von Lichtenstern | Oberstleutnant und königlicher Landrichter        |
| 1881               | Josef Greiner             | pensionierter Lehrer und Chorregent               |
| 1890               | Johann Zrenner            | Paris-Vincennes, Rue Lejemtel 5 (früher Neustadt) |
| 30. August 1900    | Pfr. Daubenmerkl          | Pfarrer der Pfarrei Altenstadt/Neustadt           |
| 1. Oktober 1906    | Eduard Geiger             | Oberlandesgerichtsrat, Neustadt                   |
| 26. September 1929 | Zacharias Frank           | Geheimrat und Fabrikbesitzer, Neustadt            |
| 21. Juni 1927      | Adelgundis Benker         | Oberin der Armen Schulschwestern, Neustadt        |
| 18. Dezember 1928  | Josef Hauer               | Bezirksamtssekretär, Neustadt                     |
| 19. Juni 1933      | Georg Knorr               | Oberbürgermeister, Weiden                         |
| 19. April 1958     | Josef Ulrich              | Regierungspräsident, Regensburg                   |
| 19. Juni 1962      | Pfr. Max Vetter           | Geistlicher Rat, Stadtpfarrer, Neustadt           |
| 23. Januar 1968    | Anton Frank               | Dipl.-Wirtschafter und Fabrikbesitzer, Neustadt   |
| 24. Oktober 1968   | Christian Kreuzer         | Landrat, Neustadt                                 |
| 3. Mai 1983        | Heinrich Ascherl          | Sparkassendirektor und Chronist, Neustadt         |
| 3. Dezember 1990   | Anton Binner              | Landrat, Neustadt                                 |

### Söhne und Töchter der Stadt
- Ferdinand August von Lobkowitz (* 7. September 1655 in Neustadt; † 3. Oktober 1715 in Wien), Adliger, Prinzipalkommissar und Obersthofmeister
- Philipp Hyazint von Lobkowicz (* 25. Mai 1680 in Neustadt; † 21. Dezember 1737 in Wien), Fürst von Lobkowitz, Herzog von Sagan, Inhaber der Gefürsteten Grafschaft Störnstein
- Johann Leonhard Mayer (* 1672; † 1741), Kirchenbaumeister. Er errichtete u. a. die Kirchen auf dem Eixlberg bei Pfreimd (1701), in Thumsenreuth (1715), die Felixkapelle in Neustadt (1735) und die Pfarrkirche St. Georg in Neustadt (1689). Den bereits begonnenen Erweiterungsbau der Felixkirche führte nach seinem Tod 1741 sein Sohn fort.
- Franz Gleißner (getauft 6. April 1761 in Neustadt; † 28. September 1818 in München), Komponist, Hofmusiker am Münchner Hof und Musikwissenschaftler. Er entwickelte mit Alois Senefelder den lithografischen Notendruck; beide gründeten gemeinsam die Steindruckereifirma Gleißner & Senefelder. Gleißner war auch im Auftrag des Verlegers André in Offenbach Verfasser des ersten Werkverzeichnisses Mozartscher Kompositionen, Grundlage für das spätere Köchelverzeichnis.
- Thaddäus Rabusky (* 6. April 1776 in Neustadt; † 15. Juni 1862 ebenda), Neustädter Kirchenmaler, Schnitzer und Restaurator.
- Oswald Hafner (* 21. Oktober 1806; † 28. August 1882), in Neustadt geborener Sohn des Drechslers Anton Hafner und im Armenhaus verstorbener Heimatdichter, ehemaliger Schul-Präbarand in Kohlberg, im Obermainkreis des Königreichs Bayern. Im Alter von zwei Jahren verlor er ein Auge, mit sieben Jahren wurde er Vollwaise und schlug sich unter anderem als Hirte in Buch bei Parkstein und Ilsenbach und als Gärtner in Goldbach (Böhmen) durch. Er veröffentlichte 1823 das Lyrik-Bändchen Vermischte Gedichte mit 30 Werken zu religiösen und jahreszeitlichen Themen (Druck der J. E. v. Seidel’schen Offizin, Sulzbach) sowie 1838 den Band Poetische Versuche (Neuauflage 2006 durch den Museumsverein Neustadt). Er starb im Neustädter Spital (Armenhaus). 1984 brachte der Neustädter Chronist Heinrich Ascherl im Eigenverlag der Stadt Neustadt einen um weitere Werke Hafners erweiterten Neudruck der Vermischten Gedichte, ergänzt mit Hafners ausführlichem Lebenslauf, heraus.
- Adolf Klughardt (* 26. September 1886 in Neustadt; † 1950 in Jena), Zahnmediziner, Hochschullehrer in Jena
- Ernst Weiner (* 13. Dezember 1913 in Neustadt an der Waldnaab; † 17. Dezember 1945 in Oslo), Polizeibeamter, SS-Führer und Kriegsverbrecher
- Thomas Bäumler (* 20. November 1961 in Neustadt), Frauenarzt, Krimiautor und Heimatforscher
- Norman Braun (* 14. September 1959 in Neustadt; † 9. Juli 2013 in München), Professor für Soziologie an der Ludwig-Maximilians-Universität München
- Ludwig Fuchs, deutscher Meister im Weitsprung 1930 mit 6,49 m.
- Andreas Meier (* 2. Dezember 1977 in Neustadt), Kommunalpolitiker (CSU). Er ist seit 2014 Landrat des Landkreises Neustadt an der Waldnaab.
- Karl Schmidt, Deutscher Meister im Hammerwerfen 1924 und Europameister 1924 mit 48,36 m.
- Heiko Smazal (* 6. Januar 1974 in Neustadt), deutscher Eishockeyspieler. Smazal spielte von 1992 bis 2007 in der 1. Bundesliga/DEL. 2001 und 2004 stand er im Aufgebot der deutschen Eishockeynationalmannschaft.
- Hans-Rainer Trebin (* 19. Mai 1946 in Neustadt), Physiker und Hochschullehrer. Von 1985 bis 2012 Ordinarius am Lehrstuhl für Theoretische und Angewandte Physik der Universität Stuttgart, Geschäftsführender Direktor des gleichnamigen Instituts.
- Georg Süss-Fink (* 21. Mai 1950 in Neustadt), Chemiker und Hochschullehrer an der Université de Neuchâtel in der Schweiz
- Maria Weidner (* 1988), Theater- und Filmschauspielerin
- Stefan Löw (* 1990 in Neustadt), Landtagsabgeordneter der AfD

### Persönlichkeiten, die vor Ort gewirkt haben
- Joseph Piehler (* 25. November 1883 in Wernberg; † 27. November 1947 in Neustadt), ehemals Regierungsoberinspektor am Bezirksamt Neustadt, bedeutender Heimatforscher und Chronist Neustadts. Auf seiner Arbeit baute dessen Schwiegersohn Heinrich Ascherl (siehe oben) die weitere Chronistenarbeit auf. 1939 wurde er von der Generaldirektion der Staatlichen Archive Bayerns zum Archivpfleger ernannt; 1942 erhielt er die Medaille für deutsche Volkspflege. Piehler war daneben mehrere Jahre Stadtratsmitglied, von 1934 bis 1947 zudem als Kirchenpfleger der Kirchenstiftung St. Georg tätig.
- Rudolf Ismayr (* 14. Oktober 1908 in Landshut; † 9. Mai 1998 in Marquartstein), war nach dem Zweiten Weltkrieg juristischer Staatsbeamter beim Landratsamt Neustadt. Er war mehrfacher Europameister im Gewichtheben, gewann Gold- und Silbermedaillen bei den Olympischen Spielen 1928 und 1932 und sprach bei den Olympischen Spielen 1936 in Berlin die Eidesformel der Sportler.
- Max Fischer (* 25. November 1939), Kunstmaler und Bildhauer, betrieb zusammen mit seiner Frau Lilo eine Kunstschule in Neustadt. Er entwarf und gestaltete viele Kunstwerke in Neustadt und Umgebung, darunter die Krankenhauskapelle, die Brunnen an der Förderschule und an der Stadtsparkasse, das Objekt Lichtblüte vor der Stadthalle und den Verabschiedungsraum im Hospiz St. Felix.
- Peter Unger, Unternehmer, Gründer und ehemaliger Eigner der Firma Auto-Teile-Unger, lebt in Neustadt